# Red Bull RB15
El Red Bull RB15 es un monoplaza de Fórmula 1 diseñado por Red Bull Racing para competir en la temporada 2019. La unidad de potencia, el sistema de transmisión de ocho velocidades y el sistema de recuperación de energía son de Honda. El coche fue conducido por Max Verstappen, por Pierre Gasly (las primeras 12 carreras), y más  tarde, por Alexander Albon (las últimas 8 carreras). 

## Resultados
(Clave) (negrita indica pole position) (cursiva indica vuelta rápida)

| Año     | Motor                 | Neu. | N.º | Pilotos         | 1   | 2   | 3   | 4   | 5   | 6   | 7   | 8   | 9   | 10  | 11  | 12  | 13  | 14  | 15  | 16  | 17  | 18  | 19  | 20  | 21  | Puntos | Pos. |
| ------- | --------------------- | ---- | --- | --------------- | --- | --- | --- | --- | --- | --- | --- | --- | --- | --- | --- | --- | --- | --- | --- | --- | --- | --- | --- | --- | --- | ------ | ---- |
| 2019    | Honda RA619H V6 Turbo | P    |     |                 | AUS | BHR | CHN | AZE | ESP | MON | CAN | FRA | AUT | GBR | GER | HUN | BEL | ITA | SIN | RUS | JPN | MEX | USA | BRA | ABU | 417    | 3.º  |
| 2019    | Honda RA619H V6 Turbo | P    | 10  | Pierre Gasly    | 11  | 8   | 6   | Ret | 6   | 5   | 8   | 10  | 7   | 4   | 14† | 6   |     |     |     |     |     |     |     |     |     | 417    | 3.º  |
| 2019    | Honda RA619H V6 Turbo | P    | 23  | Alexander Albon |     |     |     |     |     |     |     |     |     |     |     |     | 5   | 6   | 6   | 5   | 4   | 5   | 5   | 14  | 6   | 417    | 3.º  |
| 2019    | Honda RA619H V6 Turbo | P    | 33  | Max Verstappen  | 3   | 4   | 4   | 4   | 3   | 4   | 5   | 4   | 1   | 5   | 1   | 2   | Ret | 8   | 3   | 4   | Ret | 6   | 3   | 1   | 2   | 417    | 3.º  |
| Fuente: |                       |      |     |                 |     |     |     |     |     |     |     |     |     |     |     |     |     |     |     |     |     |     |     |     |     |        |      |